# Osobjava
Osobjava falu Horvátországban, Dubrovnik-Neretva megyében. Közigazgatásilag Janjinához tartozik.

## Fekvése
Makarskától légvonalban 48 km-re délkeletre, Dubrovnik városától légvonalban 66, közúton 87 km-re északnyugatra, községközpontjától 4 km-re északnyugatra, a Pelješac-félsziget közepén fekszik. A szépséges Osobljava-öböltől kiindulva Osobjava délkeleti irányban a félsziget belseje felé haladva öt településrészből áll. Ezek Kudinovići, Bezekovići, Jurinovići, Palaškotići és Vekovići, valamennyi az itt lakó domináns családok neveit viseli. A falu felett a déli oldalon emelkedik a Rota-hegy, mely miatt a téli hónapokban a falu a nap legnagyobb részében árnyékban van. Ez a jelenség a nap magas állása miatt nyáron nem figyelhető meg. A helyi hagyomány szerint a település a nevét is erről a jelenségről (osojan = árnyékos) kapta. A település parti részei meredekek és sziklásak, ennek ellenére közvetlenül a tenger felett már buja növényzet és egyedülálló kilátás található. Észak felé nézve Osobjaváról különösen Ploče és a Neretva torkolata irányában nyílik remek kilátás.

## Története
Osobjava a régészeti leletek tanúsága szerint a félsziget egyik legrégibb települése. A területén élt első ismert nép az illírek voltak, akik magaslatokon épített erődített településeken éltek és kövekből rakott halomsírokba temetkeztek. Több halomsírjuk is található a község területén, köztük Osobjava területén is. Az egyik fontos településük a közeli Janjina felett a Gradinának nevezett magaslaton állt, ahonnan számos cseréptöredék, falmaradvány, megégett csont is előkerült. Több környékbeli magaslat (Mali Prinos, Stražica, Vardišće) valószínűleg csak őrhelyként szolgált, ahonnan a környező tengert és szigeteket tartották szemmel.
Az illírek i. e. 30-ig uralták a térséget, amikor Octavianus hadai végső győzelmet arattak felettük. A római légionáriusok a félsziget több pontján letelepedtek magukkal hozva kultúrájukat, életmódjukat, szokásaikat. A római villagazdaságokban nagy mennyiségű gabonát, olívaolajat, bort, sózott halat és más élelmiszert állítottak elő, melyekkel élénk kereskedelmet folytattak. Ezek a tágas, kényelmesen berendezett épületek központi fűtéssel, díszes mozaikpadlóval, luxustárgyakkal rendelkeztek. Római villagazdaság maradványai találhatók Osobjava határában Pod Starinán is. A Római Birodalom bukása után Dalmácia a gótok, majd a Bizánci Birodalom uralma alá került.
A horvátok ősei a 7. században érkeztek erre a vidékre. A Neretva völgyét megszálló neretvánok gyorsan kiterjesztették szállásterületüket a környező területekre, így Osobjava vidékére is.  A horvátok ősei a 9. századra áttértek a keresztény hitre. Ebben az időben építették a falu  legrégibb szakrális építményeit a Szent Márton kápolnát, mely mára sajnos romokban áll. Az egyházi iratokban már 877-ben említik a stoni püspökséget, melyhez ez a terület is tartozott. Ekkoriban a Pelješac-félsziget Zahumlje területének részeként a tengerparti Horvát Fejedelemség része volt. A stoni püspökséget 925-ben a spliti horvát egyházi zsinat alkalmával is említik. A 12. században a Zahumlje térségének zavaros történeti időszakában a félsziget a raškai uralkodók uralma alá került. 1180-ban a katolikusok esküdt ellensége Nemanja István szerb fejedelem testvére Miroszláv herceg lett az ura. Nehéz időket élt át a katolikus egyház és benne a stoni püspökség. Miroszláv elkergette Donát püspököt is, aki 1211-ben száműzetésben a lokrumi bencés kolostorban halt meg. A püspök távollétében akadálytalanul kezdődhetett meg a pravoszláv hit terjesztése, Miroszláv utóda Péter idejében pedig teret nyert a bogumilizmus is. A katolikusok csak jelentéktelen kisebbséget alkottak.
A 14. század-ban a Pelješac-félsziget a Raguzai Köztársaság része lett, mely 1333-ban vásárolta meg Kotromanić II. István bosnyák bántól. Ezután egészen a  18. század végéig a Raguzai Köztársasághoz tartozott. A köztársaságot képviselő kapitányok kezdetben Trstenicáról igazgatták, majd  1465-ben a szomszédos Janjinán is létesült kapitányság. A gyakori támadások és járványok következtében megritkult népességet a köztársaság a 15. század második felében a török hódítás elől Boszniából és Hercegovinából érkező menekültekkel igyekezett pótolni. Ezek a menekültek azonban bosszúból többnyire az uszkókokhoz csatlakoztak gyakran támadva a Neretva völgyét elfoglaló törököket. Osobjava így fokozatosan az uszkók kalózok egyik támaszpontja lett, akik gyakran különböztek össze a helyi őslakossággal is. Egészen a 16. század végéig tartott az újonnan érkezettek integrálódása a helyi lakosságba és a kapcsolatok megszakadása a neretvamenti területekkel.
1806-ban a térség a Raguzai Köztársaságot legyőző franciák uralma alá került, de Napóleon bukása után 1815-ben a berlini kongresszus a Habsburgoknak ítélte. 1857-ben 228, 1910-ben 202 lakosa volt. A 20. század elején megkezdődött a lakosság kivándorlása Észak-Amerikába és Dél-Amerikába. 1918-ban az új szerb-horvát-szlovén állam, majd később Jugoszlávia része lett. A második világháború idején 1943. október 23-án a település szörnyű mészárlást élt át. A Ploče felől érkező német megszállók felgyújtották és házait földig rombolták. Még aznap 35 személyt (főként férfiakat, de voltak közöttük nők és gyermekek is) agyonlőttek. Ezután a lakosság nagymértékű kivándorlása indult meg, ennek következtében a népesség száma folyamatosan csökkent. A házak nagy része továbbra is romos maradt, mert nem volt aki újjáépítse. 1991-től a független Horvátországhoz tartozik. 1997-ben leválasztották Ston községről és az 1997. május 13-án megalakult Janjina község része lett. 2011-ben a településnek 36 lakosa volt.

## Népesség
| Lakosság változása | Lakosság változása | Lakosság változása | Lakosság változása | Lakosság változása | Lakosság változása | Lakosság változása | Lakosság változása | Lakosság változása | Lakosság változása | Lakosság változása | Lakosság változása | Lakosság változása | Lakosság változása | Lakosság változása | Lakosság változása |
| ------------------ | ------------------ | ------------------ | ------------------ | ------------------ | ------------------ | ------------------ | ------------------ | ------------------ | ------------------ | ------------------ | ------------------ | ------------------ | ------------------ | ------------------ | ------------------ |
| 1857               | 1869               | 1880               | 1890               | 1900               | 1910               | 1921               | 1931               | 1948               | 1953               | 1961               | 1971               | 1981               | 1991               | 2001               | 2011               |
| 228                | 217                | 196                | 169                | 191                | 202                | 215                | 191                | 98                 | 91                 | 90                 | 84                 | 52                 | 47                 | 37                 | 36                 |

## Nevezetességei
- A Gyógyító Boldogasszony tiszteletére szentelt temploma 1905-ben épült.
- A Keresztelő Szent János templomot a 16. században építették, 1769-ben megújították. 1943-ban a megszállók felgyújtották és ma is romokban áll.
- A Szent Márton kápolna a 16. században épült, ma romos állapotban van. Körülötte régi temető található.
- A II. világháború áldozatainak emlékműve.

## Gazdaság
A lakosság fő bevételi forrása a turizmus, a halászat és a mezőgazdaság.

## Galéria
- Osobjava látképe
- Házak Osobjaván
- A Neretvai-csatorna látképe Osobjava felől

## Fordítás
Ez a szócikk részben vagy egészben  az   Osobjava című horvát Wikipédia-szócikk ezen változatának fordításán alapul.  Az eredeti cikk szerkesztőit annak laptörténete sorolja fel. Ez a jelzés csupán a megfogalmazás eredetét és a szerzői jogokat jelzi, nem szolgál a cikkben szereplő információk forrásmegjelöléseként.